# Terranjou
Terranjou es una comuna nueva francesa situada en el departamento de Maine y Loira, de la región de Países del Loira.

## Historia
Fue creada el 1 de enero de 2017, en aplicación de una resolución del prefecto de Maine y Loira de 10 de noviembre de 2016 con la unión de las comunas de Chavagnes, Martigné-Briand y Notre-Dame-d'Allençon, pasando a estar el ayuntamiento en la antigua comuna de Chavagnes.

## Demografía
| Gráfica de evolución demográfica de Terranjou entre 1800 y 2014 |
|                                                                 |

Los datos entre 1800 y 2013 son el resultado de sumar los parciales de las tres comunas que forman la nueva comuna de Terranjou, cuyos datos se han cogido de 1800 a 1999, para las comunas de Chavagnes, Martigné-Briand y Notre-Dame-d'Allençon de la página francesa EHESS/Cassini. Los demás datos se han cogido de la página del INSEE.

## Composición
| Comuna delegada       | Código INSEE | Población (2013) | Superficie (km²) | Densidad (hab./km²) |
| --------------------- | ------------ | ---------------- | ---------------- | ------------------- |
| Chavagnes             | 49086        | 1247             | 16.21            | 77                  |
| Martigné-Briand       | 49191        | 1857             | 27.21            | 68                  |
| Notre-Dame-d'Allençon | 49227        | 660              | 13.63            | 48                  |